# Umatac
Umatac (Chamorro : Humåtak) est l’une des dix-neuf villes du territoire des États-Unis de Guam.